# 博·亨里克森
博·亨里克森（丹麥語：Bo Henriksen，1975年2月7日—）是一位丹麦前足球运动员及现任足球教练，自2024年2月起执教德甲俱乐部美因茨05。其球员时期是作为一名前锋在祖国和英格兰崭露头角，曾跟随家乡球队海弗尔厄赢得1999-2000赛季丹麦超级联赛冠军，在英格兰则跟随基德明斯特鹞鹰参加英格兰足球联赛。

## 球员生涯
亨里克森以一头金色长发而闻名，其足球生涯始于丹麦的欧登塞同志青训营， 自1994年起又加盟欧登塞。尽管他在俱乐部的前三年经常进球，但在新任主教练罗尔德·波尔森的带领下，他无法进入一线队阵容，但在5场预备队比赛中射入10球。1998年1月，亨里克森离队并转投丹麦超级联赛俱乐部海弗尔厄。在接下来的三年里，他一直是球队的主力，于69次联赛出场中射入14球。至1999-2000赛季，亨里克森仅射入1球，但海弗尔厄却出人意料地赢得了丹麦足球冠军。
由于海弗尔厄经济困难，亨里克森于2001年11月被租借到英格兰俱乐部基德明斯特鹞鹰。其首次代表新东家出场是签约前两周在预备队对阵的比赛中，而他在加盟基德明斯特仅仅一天之后便在对阵的比赛中完成了正式的一线队处子秀。在这场基德明斯特以3比1获胜的比赛中，亨里克森替补出场并射入1球。他很快便成为俱乐部球迷的宠儿，并在2001-02赛季射入8球。2002年2月，亨里克森被基德明斯特的丹麦籍主教练贊尼·摩比以1.25万英镑的价格买断。
略显讽刺的是，他在俱乐部的职业生涯是在其恩师莫尔比于2002年被解雇后才真正起飞的。亨里克森因在英格兰足球联赛短短的五年间打破俱乐部的各种记录而被基德明斯特铭记。2002年底，在基德明斯特以5比2击败埃克塞特城的比赛中，他成为第一位、也是迄今为止唯一一位在英格兰足球联赛中为球队上演帽子戏法的球员。2002-03赛季结束时，亨里克森共完成41次出场并射入20球，成为俱乐部有史以来在英格兰联赛进球最多的球员。2003年8月，他又在来季对阵曼斯菲尔德城的首场比赛中射入两球，但在基德明斯特的职业生涯中此后再未取得进球——尽管他仍然是俱乐部最受欢迎的球员之一。
亨里克森被球迷们亲切地称为“博式轰炸机”（Bomber Bo），于2004年3月离开基德明斯特加盟布里斯托尔流浪者，几个月后又回到祖国丹麦，代表克厄效力。2005年6月，他再次转战国外，先后效力于冰岛的瓦吕尔和前进，以及马尔代夫的胜利。至2006年3月，亨里克森未能与英格兰非联赛球队特尔福德联就财务条款达成一致，进而转投冰岛俱乐部韦斯特曼纳埃亚尔。

## 教练生涯
亨里克森是一名成功的球员兼主教练，自2007年开始全职担任布伦修伊的主教练后，他率队于2010年升入次级联赛（丹麦足球甲级联赛），并在连续几个赛季中保持在积分榜的上半区，直到2014年加盟霍森斯。亨里克森执掌霍森斯达六年之久，至2020年8月双方才协商解约。
2021年5月31日，亨里克森被任命为中日德兰的新主教练，以取代曾率队赢得2019-20赛季丹超冠军、并已转投皇家安特卫普的白賴仁·派列斯基。他在中日德兰的任期内曾获得联赛第二名，仅落后冠军哥本哈根3分，并赢得丹麦杯冠军，甚至距离参加欧冠正赛也仅差一场胜仗。根据在推特上发布的一份官方声明，亨里克森已于2022年7月28日被解除在中日德兰的管理职务。
2022年10月10日，亨里克森获确认为瑞士俱乐部苏黎世的新任主教练。他与瑞士足球超级联赛的卫冕冠军签订了一份期至2024年夏天届满的合同，但在亨里克森接手时，球队在已完赛的10场联赛中仅积4分，排名垫底。随后，他带领苏黎世从榜尾一跃成为积分最高的球队之一。其任内一些重要的成就还包括曾在欧洲联赛中击败博德闪耀和战平阿森纳。
2024年2月13日，亨里克森在双方协商一致后离开苏黎世，并前往德国接替遭解雇的扬·西韦特，出任在2023-24赛季德甲深陷保级泥潭的美因茨05主教练。